# Club de Deportes Victoria
El Club de Deportes Victoria fue un club de fútbol de Chile, con sede en la ciudad de Victoria, Región de la Araucanía. Fundado el 16 de agosto de 1960, fue uno de los clubes fundadores de la Tercera División, e incluso logró acceder a la serie de plata del balompié chileno, en la cual se mantuvo por un corto período en la década de 1980.

## Historia
Fue fundado el 16 de agosto de 1960 por Helmuth Neidmann, y disputó en diversas temporadas el Campeonato Regional de Concepción. Deportes Victoria logra figurar por primera vez a nivel nacional en 1981, al iniciarse la Tercera División. Sería el más austral de los 24 clubes fundadores, y durante sus dos primeras temporadas (81-82), se convirtió en un cuadro de mitad de tabla hacia arriba, aunque nunca logró clasificar a las liguillas finales.
Sin embargo, en el Torneo de Apertura de Tercera División de 1983, la suerte de los victorienses cambiaría radicalmente. Debido a la polémica decisión de ampliar del número de equipos en Primera y Segunda División, quedaron varios cupos libres en esta última categoría, los cuales debían ser llenados por elencos de la Tercera División. En dicho Torneo de Apertura, Victoria se coronó campeón del Grupo Sur y consiguió el ascenso automático a la Segunda División. Aparte de sus méritos en cancha, el cuadro sureño recibió el visto bueno de la entonces Asociación Central de Fútbol como "buena plaza" para el fútbol profesional, aunque la población de la ciudad, por aquel entonces, no sobrepasaba los 20 mil habitantes.

### Tres años en Segunda
En el campeonato de Segunda División 1983, Deportes Victoria obtuvo un sorprendente tercer lugar en el Grupo Sur, y más tarde quedó a tan solo dos puntos de clasificar a la Liguilla de Promoción. Finalmente fue octavo en la Tabla Acumulada con 36 puntos, en la que sin duda sería la mejor campaña de toda su historia.
El torneo siguiente estaría muy lejos de las luces de la campaña anterior. Aunque Victoria tendrían la mejor delantera del Grupo Sur gracias a la dupla conformada por Víctor Stuardo y Luis "Carampangue" Zambrano, apenas lograron mantener la categoría por diferencia de goles. De hecho, en la última fecha del torneo cayó por 1-0 con Deportes Puerto Montt y por más de 80 minutos el equipo estuvo descendido. Hasta que en la última jugada del campeonato ocurrió el milagro: Deportes Concepción le ganó a Deportes Laja en Collao gracias a un penal en los descuentos, resultado que permitió el ascenso de los "lilas", y que fueran los lajinos, y no los victorienses, los que cayeran a Tercera.
La Temporada 1985 sería la última vez que Victoria actuaría en el fútbol profesional. Cómodo colista durante todo el año, y solamente con el destaque de Juan Ramón Garrido como goleador, debió disputar la permanencia en duelos de ida y vuelta con Súper Lo Miranda. Una caída por 3-0 en la VI Región, y un empate 2-2 en el Estadio Municipal de Victoria sellarían el descenso de las "chaquetas amarillas" un 24 de noviembre de 1985.

### Regreso a Tercera y desaparición
En 1986, Deportes Victoria volvió a jugar en Tercera División. No volvería a acercarse siquiera a la posibilidad de regresar al profesionalismo, mientras que el apoyo a la institución decayó progresivamente. Finalmente, en 1990 acabaría retirándose del campeonato de Tercera División antes del cierre de la temporada, poniéndole punto final a una aventura que se extendió por casi una década.

## Datos del club
- Temporadas en Segunda División: 3 (1983-1984-1985)
- Temporadas en Tercera División A de Chile: 8 (1981-1983; 1986-1990)

## Palmarés

### Torneos locales
- Zona Sur del Torneo de Apertura de la Tercera División de Chile (1): 1983.